# Mistrzostwa Świata Juniorów w Narciarstwie Alpejskim 2004
23. Mistrzostwa świata juniorów w narciarstwie alpejskim odbyły się w dniach 10 - 15 lutego 2004 r. w słoweńskim Mariborze. Rozegrano po 5 konkurencji dla kobiet i mężczyzn. W klasyfikacji medalowej triumfowała reprezentacja Austrii, której zawodnicy zdobyli 3 złote, 1 srebrny i 1 brązowy medal. Najwięcej medali, sześć, zdobyła reprezentacja USA: 2 złote, 2 srebrne i 2 brązowe. 

## Wyniki
| Pozycja | Zawodnik             | Narodowość | Czas    |
| ------- | -------------------- | ---------- | ------- |
|         | Romed Baumann        | Austria    | 1:09,61 |
|         | Silvano Varettoni    | Włochy     | 1:10,01 |
|         | François Bourque     | Kanada     | 1:10,19 |
| 4.      | Kurt Pittschieler    | Włochy     | 1:10,20 |
| 5.      | Rok Perko            | Słowenia   | 1:10,30 |
| 6.      | Christopher Beckmann | USA        | 1:10,31 |

| Pozycja | Zawodniczka    | Narodowość | Czas    |
| ------- | -------------- | ---------- | ------- |
|         | Maria Riesch   | Niemcy     | 1:12,23 |
|         | Lindsey Kildow | USA        | 1:12,45 |
|         | Daniela Müller | Austria    | 1:12,85 |
| 4.      | Nadja Kamer    | Szwajcaria | 1:12,98 |
| 5.      | Julia Mancuso  | USA        | 1:13,09 |
| 6.      | Nadia Fanchini | Włochy     | 1:13,47 |

| Pozycja | Zawodnik               | Narodowość | Czas    |
| ------- | ---------------------- | ---------- | ------- |
|         | Hans Olsson            | Szwecja    | 1:17,49 |
|         | Manuel Osborne-Paradis | Kanada     | 1:18,54 |
|         | François Bourque       | Kanada     | 1:18,63 |
| 4.      | Brad Spence            | Kanada     | 1:18,66 |
| 5.      | Lars Elton Myhre       | Norwegia   | 1:18,73 |
| 6.      | Patrick Küng           | Szwajcaria | 1:18,80 |

| Pozycja | Zawodniczka        | Narodowość | Czas    |
| ------- | ------------------ | ---------- | ------- |
|         | Nadia Fanchini     | Włochy     | 1:26,79 |
|         | Andrea Fischbacher | Austria    | 1:26,79 |
|         | Julia Mancuso      | USA        | 1:26,80 |
| 4.      | Lindsey Kildow     | USA        | 1:26,84 |
| 5.      | Nadja Kamer        | Szwajcaria | 1:27,03 |
| 6.      | Alexandra Grabner  | Austria    | 1:27,05 |

| Pozycja | Zawodnik         | Narodowość | Czas    |
| ------- | ---------------- | ---------- | ------- |
|         | Jeffrey Harrison | USA        | 2:17,40 |
|         | Kjetil Jansrud   | Norwegia   | 2:18,29 |
|         | Fredrik Nordh    | Szwecja    | 2:18,64 |
| 4.      | Patrick Küng     | Szwajcaria | 2:18,72 |
| 5.      | François Bourque | Kanada     | 2:18,80 |
| 6.      | Lars Elton Myhre | Norwegia   | 2:18,90 |

| Pozycja | Zawodniczka     | Narodowość    | Czas    |
| ------- | --------------- | ------------- | ------- |
|         | Maria Riesch    | Niemcy        | 2:21,39 |
|         | Jessica Walter  | Liechtenstein | 2:22,67 |
|         | Lindsey Kildow  | USA           | 2:22,91 |
| 4.      | Julia Mancuso   | USA           | 2:22,94 |
| 5.      | Šárka Záhrobská | Czechy        | 2:24,00 |
| 6.      | Camilla Alfieri | Włochy        | 2:24,28 |

| Pozycja | Zawodnik         | Narodowość | Czas    |
| ------- | ---------------- | ---------- | ------- |
|         | Raphael Fässler  | Szwajcaria | 1:33,33 |
|         | Ted Ligety       | USA        | 1:33,45 |
|         | Fredrik Nordh    | Szwecja    | 1:34,28 |
| 4.      | Lars Elton Myhre | Norwegia   | 1:34,94 |
| 5.      | Matja Zaviršek   | Słowenia   | 1:35,02 |
| 6.      | Markus Maier     | Austria    | 1:35,33 |

| Pozycja | Zawodniczka     | Narodowość | Czas    |
| ------- | --------------- | ---------- | ------- |
|         | Kathrin Zettel  | Austria    | 1:40,73 |
|         | Nika Fleiss     | Chorwacja  | 1:40,82 |
|         | Šárka Záhrobská | Czechy     | 1:41,01 |
| 4.      | Therese Borssén | Szwecja    | 1:41,11 |
| 5.      | Ana Jelušić     | Chorwacja  | 1:41,37 |
| 6.      | Julia Mancuso   | USA        | 1:41,39 |

| Pozycja | Zawodnik         | Narodowość | Punkty |
| ------- | ---------------- | ---------- | ------ |
|         | François Bourque | Kanada     | 32,84  |
|         | Fredrik Nordh    | Szwecja    | 34,12  |
|         | Lars Elton Myhre | Norwegia   | 35,51  |
| 4.      | Markus Maier     | Austria    | 40,55  |
| 5.      | Romed Baumann    | Austria    | 42,54  |
| 6.      | Adrien Théaux    | Francja    | 46,95  |

| Pozycja | Zawodniczka          | Narodowość    | Punkty |
| ------- | -------------------- | ------------- | ------ |
|         | Julia Mancuso        | USA           | 29,23  |
|         | Kathrin Zettel       | Austria       | 49,97  |
|         | Šárka Záhrobská      | Czechy        | 52,22  |
| 4.      | Lindsey Kildow       | USA           | 52,80  |
| 5.      | Jessica Walter       | Liechtenstein | 63,79  |
| 6.      | Michaela Kirchgasser | Austria       | 66,40  |

## Klasyfikacja medalowa
| Miejsce | Państwo           |   |   |   | złoto · srebro · brąz |
| ------- | ----------------- | - | - | - | --------------------- |
| 1.      | Austria           | 3 | 1 | 1 | 5                     |
| 2.      | Stany Zjednoczone | 2 | 2 | 2 | 6                     |
| 3.      | Niemcy            | 2 | 0 | 0 | 2                     |
| 4.      | Kanada            | 1 | 1 | 2 | 4                     |
|         | Szwecja           | 1 | 1 | 2 | 4                     |
| 6.      | Włochy            | 1 | 1 | 0 | 2                     |
| 7.      | Szwajcaria        | 1 | 0 | 0 | 1                     |
| 8.      | Norwegia          | 0 | 1 | 1 | 2                     |
| 9.      | Chorwacja         | 0 | 1 | 0 | 1                     |
|         | Liechtenstein     | 0 | 1 | 0 | 1                     |
| 11.     | Czechy            | 0 | 0 | 2 | 2                     |